# Silvia Pessah
Silvia Ester Pessah Eljay (9 de agosto de 1967) es una médica cirujana peruana. Fue Ministra de Salud del Perú entre el 2 de abril de 2018 y el 5 de enero de 2019, durante el Gobierno de Martín Vizcarra.

## Biografía
Hija de Alberto Pessah Azar y Julia Eljay Levy. Su familia es de origen judío.
Realizó sus estudios escolares en el Colegio León Pinelo de la ciudad de Lima.
Estudió Medicina en la Universidad Nacional de La Plata, Argentina, en la cual obtuvo el título profesional (1992). Es egresada de la Maestría de Salud Pública por la Universidad Peruana Cayetano Heredia, Perú (1999) y Máster en Biomedicina y Salud Informática por la Universidad de Washington, EE. UU.

## Trayectoria profesional
En 1992 ingresó a trabajar al Instituto Nacional de Enfermedades Neoplásicas, en el cual fue Médico asistencial hasta 1995.
De 2005 a 2006 fue Directora del programa Derechos Sexuales y Ciudadanía en Salud del Centro de la Mujer Peruana Flora Tristán (2005-2006).
De 2006 a 2009 fue Directora de la oficina de epidemiología del Hospital Nacional Cayetano Heredia.
De 2007 a 2009 fue Jefa del Instituto Nacional de Salud del Perú.
Trabajó en el Ministerio de Salud de Israel, en el cual fue investigadora (2011-2013) y responsable de la implementación de la Ley Nacional de Garantía de la Calidad Hospitalaria. Luego fue Directora Nacional de enfermedades zoonóticas (2013-2016) y Responsable del área de Reacciones Adversas a Vacunas.
En el campo académico, se ha desempeñado como profesora en la Universidad Peruana Cayetano Heredia

## Cargos públicos
El 27 de agosto de 2016 fue designada como Viceministra de Salud Pública, en el gobierno de Pedro Pablo Kuczynski. Permaneció en el cargo hasta el 19 de septiembre de 2017.
De 2017 a 2018 fue Asesora en el Ministerio de la Mujer y Poblaciones Vulnerables.

### Ministra de Salud
El 2 de abril de 2018 juramentó como Ministra de Salud del Perú, en el primer gabinete del presidente Martín Vizcarra Cornejo.

## Publicaciones
- National guideline of brucellosis in Israel (2016). Coautora
- Sexual transmitted disease in Israel in the period 2000 - 2014 (2015). Coautora
- Rabies situation in Israel in the period 2000 - 2014 (2015). Coautora
- Action of the bothropic polivalent antivenom against proteolitic proteins of the Peruvian snake ́s venom (2008)
- Multicentric study. Women’s health and domestic violence. Peruvian results (2008). Coautora
- Servicios interculturales para la mujer, de la teoría a la práctica (2005)